# NGC 61
NGC 61 ist ein Galaxienpaar im Sternbild Cetus, das etwa 364 Millionen Lichtjahre von der Milchstraße entfernt ist.
Das Objekt wurde am 10. September 1785 von Wilhelm Herschel entdeckt.